# 会津藩家世実紀
会津藩家世実紀（あいづはんかせいじっき）又は会津藩家世實紀は、会津藩編集方により編集発行された会津藩史であり、総合的な歴史書。初代保科正之の時代から7代藩主松平容衆までの藩政や庶民の歴史を記している。全278巻。
文化2年(1805)に6代藩主・松平容住が28歳で病死したとき、7代藩主となる松平容衆はわずか3歳だったため、田中玄宰をはじめとする家老達が、容衆が成長したとき会津藩のことを詳しく知ることが出来るようにと協議し、初代の保科正之の誕生のいきさつから始まり、以降の様々な事柄を記録してまとめたものである。
序文によれば、文化8年(1811)から文化12年(1815)まで歳月を掛け、編纂にさいしては、若松の藩庁の記録をはじめ、江戸や諸役場、町・郷村記録なども参考にした。寛永8年(1631)から文化3年(1806)まで176年にわたる膨大な内容は、保科松平の家政の出来事や政治関連のことばかりでなく、町方といわれる武士以外の町人や農民たちの事件、犯罪、異常気象など、藩当局にとっては都合の悪い出来事なども、すべて事実を記載したと詞書にある。これが「会津保科松平家の正史」と言われる由縁であり、多岐にわたる内容から同時代を知る一級資料となっている。
近代以降に校訂を加え出版されたものは、会津藩家世実紀刊本編纂委員会（丸井佳寿子委員長）によって厳密な校訂がなされた活字本の刊行が進められ、昭和50年(1975)から随時、吉川弘文館で出版され、全277巻を15冊にまとめたかたちで平成元年（1989）に完結した。さらに、1990年には全ての項目を一覧に列挙した『会津藩家世実紀綱文』が歴史春秋社から出版された。